# Mistrzostwa Świata w Piłce Nożnej 2022 (eliminacje strefy CONCACAF)/Grupa D
Grupa D jest jedną z sześciu grup eliminacji pierwszej rundy do Mistrzostw Świata 2022. Składa się z pięciu niżej wymienionych reprezentacji:
- Panama
- Dominikana
- Barbados
- Dominika
- Anguilla

Każda drużyna rozegra z każdą jeden mecz (u siebie lub na wyjeździe). Mecze rozpoczną się w marcu 2021. Drużyna z pierwszego miejsca awansuje do drugiej rundy.

## Tabela
| Lp. | Drużyna    | M | Mecze | Mecze | Mecze | Bramki | Bramki | Bramki | Pkt |
| Lp. | Drużyna    | M | W     | R     | P     | +      | −      | +/−    | Pkt |
| --- | ---------- | - | ----- | ----- | ----- | ------ | ------ | ------ | --- |
| 1.  | Panama     | 4 | 4     | 0     | 0     | 19     | 1      | +18    | 12  |
| 2.  | Dominikana | 4 | 2     | 1     | 1     | 8      | 4      | +4     | 7   |
| 4.  | Barbados   | 4 | 1     | 2     | 1     | 3      | 3      | 0      | 5   |
| 3.  | Dominika   | 4 | 1     | 1     | 2     | 5      | 4      | +1     | 4   |
| 5.  | Anguilla   | 4 | 0     | 0     | 4     | 0      | 23     | −23    | 0   |

## Wyniki
| 25 marca 2021 00:00 CET | Dominikana · Núñez 52' | 1:0(0:0)Raport | Dominika | Estadio Olímpico Félix Sánchez, Santo Domingo Sędzia: William Anderson |
|                         |                        |                |          |                                                                        |

| 26 marca 2021 01:00 CET | Panama · Catuy 82' | 1:0(0:0)Raport | Barbados | Estadio Olímpico Félix Sánchez, Santo Domingo (Dominikana) Sędzia: Nima Saghafi |
|                         |                    |                |          |                                                                                 |

| 27 marca 2021 23:00 CET | Anguilla | 0:6(0:3)Raport | Dominikana · 22' (k.), 27' Romero · 25', 46' Lorenzo · 66' Peralta · 75' Espinal | Inter Miami CF Stadium, Fort Lauderdale (Stany Zjednoczone) Sędzia: Rubiel Vázquez |
|                         |          |                |                                                                                  |                                                                                    |

| 28 marca 2021 21:00 CEST | Dominika · Laville 82' | 1:2(0:1)Raport | Panama · 28' (sam.) Thomas · 85' Fajardo | Estadio Olímpico Félix Sánchez, Santo Domingo (Dominikana) Sędzia: Marco Antonio Ortíz Nava |
|                          |                        |                |                                          |                                                                                             |

| 31 marca 2021 01:30 CEST | Barbados · Saimovici 81' | 1:0(0:0)Raport | Anguilla | Estadio Olímpico Félix Sánchez, Santo Domingo (Dominikana) Sędzia: Diego Montaño Robles |
|                          |                          |                |          |                                                                                         |

| 2 czerwca 2021 21:00 CEST | Dominika · Thomas 3' · C. Bertrand 34' · Wade 42' | 3:0(3:0)Raport | Anguilla | Estadio Olímpico Félix Sánchez, Santo Domingo (Dominikana) Sędzia: Kimbell Ward |
|                           |                                                   |                |          |                                                                                 |

| 5 czerwca 2021 01:00 CEST | Dominikana · Rodríguez 90+2' | 1:1(0:1)Raport | Barbados · 42' Reid-Stephen | Estadio Olímpico Félix Sánchez, Santo Domingo Sędzia: Germán Martínez Miranda |
|                           |                              |                |                             |                                                                               |

| 6 czerwca 2021 02:00 CEST | Anguilla | 0:13(0:4)Raport | Panama · 7' Cooper · 18', 50' Waterman · 31' Aguilar · 35' (k), 53', 70', 83' (k) G. Torres · 48' (sam.) Smith · 58' Camargo · 73' Catuy · 84' Quintero · 90' Palacios | Estadio Nacional de Panamá, Panama (Panama) Sędzia: Sergio Reyna |
|                           |          |                 | |                                                                  |

| 9 czerwca 2021 01:00 CEST | Barbados · Saimovici 48' | 1:1(0:0)Raport | Dominika · 57' Wade | Estadio Olímpico Félix Sánchez, Santo Domingo (Dominikana) Sędzia: Jaime Herrera Bonilla |
|                           |                          |                |                     |                                                                                          |

| 9 czerwca 2021 03:00 CEST | Panama · Godoy 8' · Bárcenas 67' · Waterman 86' | 3:0(1:0)Raport | Dominikana | Estadio Nacional de Panamá, Panama Sędzia: Walter López |
|                           |                                                 |                |            |                                                         |

## Strzelcy
4 gole
- Gabriel Torres

3 gole
- Cecilio Waterman

2 gole
- Emile Saimovici
- Julian Wade
- Nowend Lorenzo
- Dorny Romero
- Jair Catuy

1 gol
- Niall Reid-Stephen
- Chad Bertrand
- Audel Laville
- Briel Thomas
- Luis Espinal
- Fran Núñez
- Domingo Peralta
- Manny Rodríguez
- Jorman Aguilar
- Yoel Bárcenas
- Miguel Camargo
- Armando Cooper
- José Fajardo
- Aníbal Godoy
- Francisco Palacios
- Alberto Quintero

gole samobójcze
- Tafari Smith (dla Panamy)
- Briel Thomas (dla Panamy)